# 기타신카와역
기타신카와역(일본어: 北新川駅, きたしんかわえき)은 일본 아이치현 헤키난시에 소재하는 나고야 철도 미카와선의 역이다. 역 번호는 MU08이다. manaca가 사용 가능하다.

## 역사
- 1914년 2월 5일: 미카와 철도의 역으로 영업 개시.
- 1941년 6월 1일: 미카와 철도가 나고야 철도와 합병되어 동사의 미카와 선의 역이 됨.
- 1947년 6월: 역사 개축.
- 1977년 5월 25일: 화물 영업 폐지, 측선 2선 및 화물 플랫폼 철거.
- 1984년 3월 16일: 기타신카와 변전소 신설.
- 2005년
  - 8월 25일: 역 집중 관리 시스템의 도입으로 무인역이 됨.
  - 9월 14일: "트랜 패스" 도입.
- 2011년 2월 11일: IC카드 승차권 "manaca" 공용 개시.
- 2012년 2월 29일: 트랜 패스 공용 종료.

## 역 구조
섬식 승강장 1면 2선의 지상역이다. 본 역의 열차는 우측 통행한다. 역 집중 관리 시스템이 도입된 무인역으로, 지류 역에서 원격 관리되고 있다.

### 승강장
| 번호 | 노선        | 방향 | 행선                              |
| ---- | ----------- | ---- | --------------------------------- |
| 1    | ■ 미카와 선 | 상행 | 헤키난 행                         |
| 2    | ■ 미카와 선 | 하행 | 미카와타카하마・가리야・지류 방면 |

## 역 주변
- 헤키난 시민 도서관
- 헤키난 시 예술 문화 홀
- 아이치 현립 헤키난 공업 고등학교
- 헤키난 시립 신카와 중학교
- 다카하마 시 야키모노노사토카와라 미술관
- 아이치 쓰바메 교통 헤키난 영업소
- 헤키난 시립 신카와 초등학교
- 헤키난 시 아카시 공원

## 사진

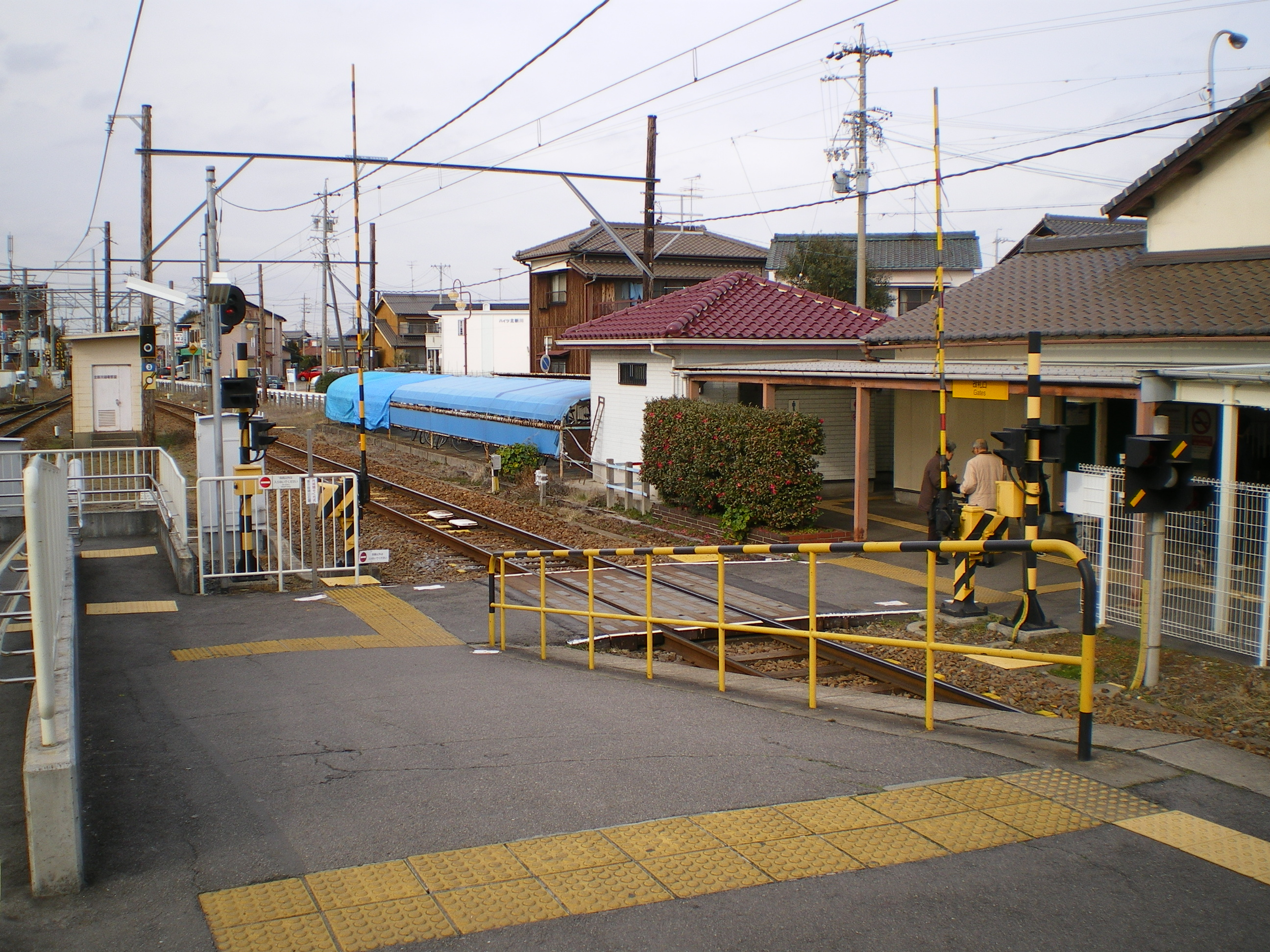
승강장 끝의 크로싱부
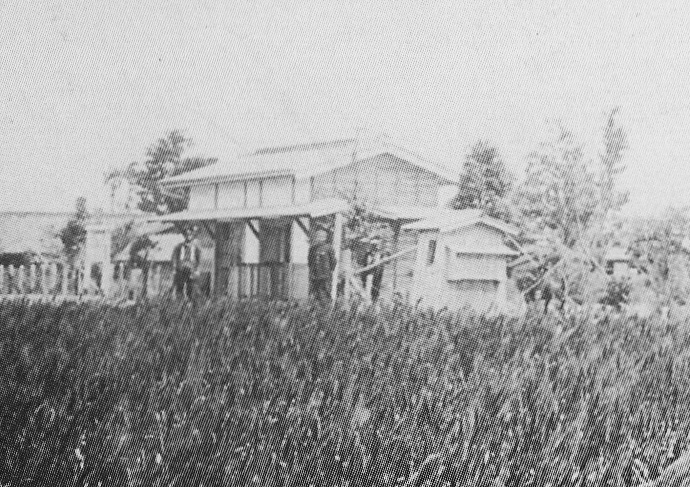
1914년의 기타신카와 역사

## 인접역
| 나고야 철도 미카와선      | 나고야 철도 미카와선 | 나고야 철도 미카와선        |
| ------------------------- | -------------------- | --------------------------- |
| MU07 다카하마코 지류 방면 |                      | 신카와마치 MU09 헤키난 방면 |